# Pianezzo
Pianezzo es una comuna suiza del cantón del Tesino, localizada en el distrito de Bellinzona, círculo de Giubiasco. Limita al norte con la comuna de Bellinzona, al este con Sant'Antonio, al sur con la Comunanza Monteceneri/Cadenazzo y la comuna de Isone, y al occidente con Camorino y Giubiasco.